# Гранд Макет Россия
Гранд Макет Россия — национальный шоу-музей в Санкт-Петербурге. Представляет собой макет, выполненный в масштабе 1:87, площадью 800 м², где объединены собирательные образы регионов Российской Федерации. Является самым большим макетом в России и вторым по величине в мире (после Миниатюрной страны чудес в Гамбурге). Расположен в отдельном двухэтажном здании, построенном в 1953 году в стиле сталинского ампира. Автор и инвестор проекта — петербургский предприниматель Сергей Морозов.

## История создания

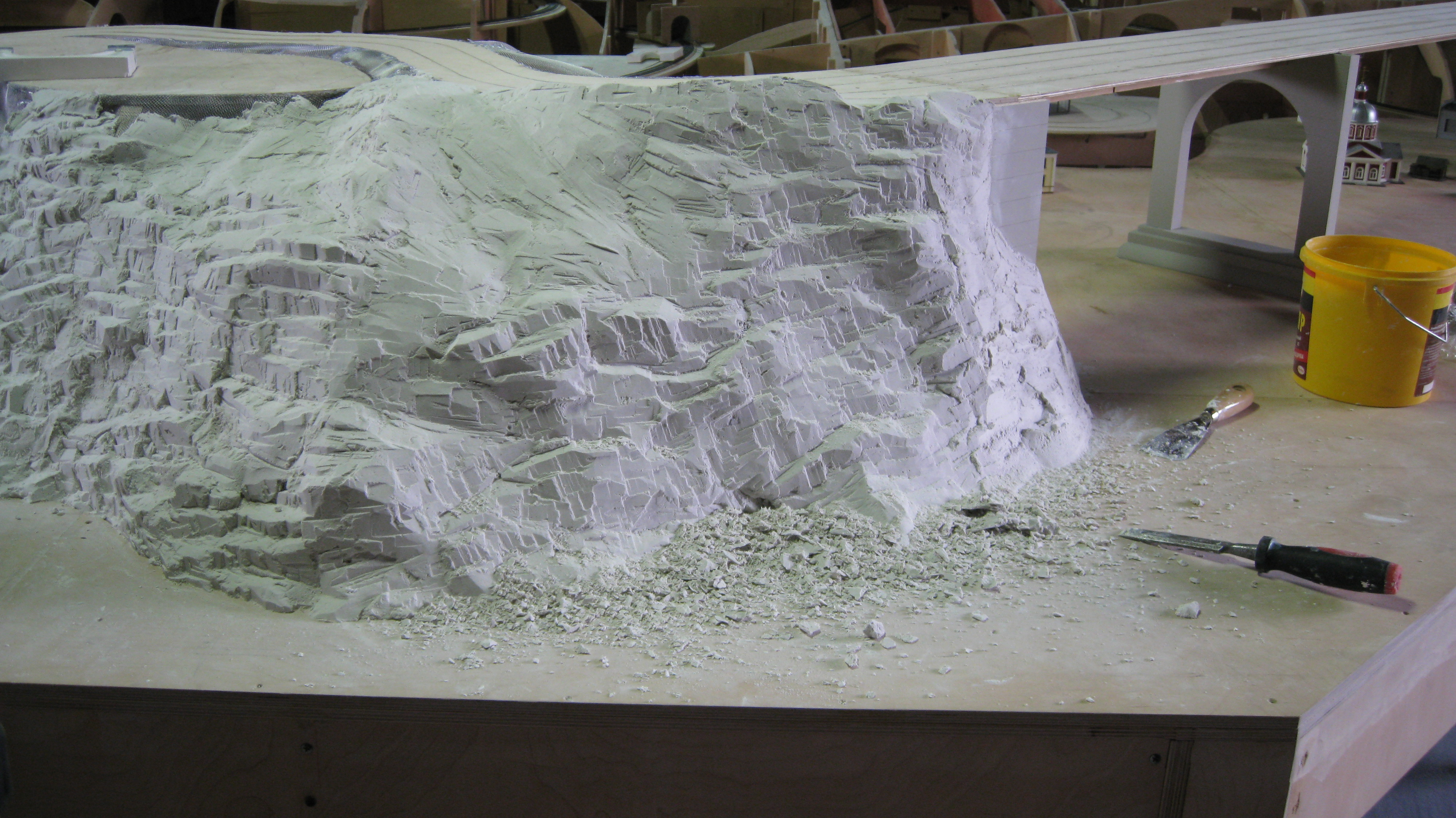
«Для создания ландшафта было использовано 11 тонн гипса»

Над созданием макета работали около ста человек в течение пяти лет.
Сначала была поставлена несущая подмакетная рама, уложены основы железных и шоссейных дорог. Далее по всему макету установили деревянные рёбра, по их верхней кромке натянули металлическую сетку и нанесли слой гипса (всего было использовано около 15 тонн), из которого создавали окончательные очертания желаемого ландшафта. На оформление квадратного метра поверхности макета уходил примерно месяц труда одного специалиста.

## Открытие музея
Первых посетителей музей встретил в апреле 2011 года. Следующие 14 месяцев музей работал в тестовом режиме, принимая гостей только по выходным дням. Официальное открытие состоялось 8 июня 2012 года.

## Экспозиция

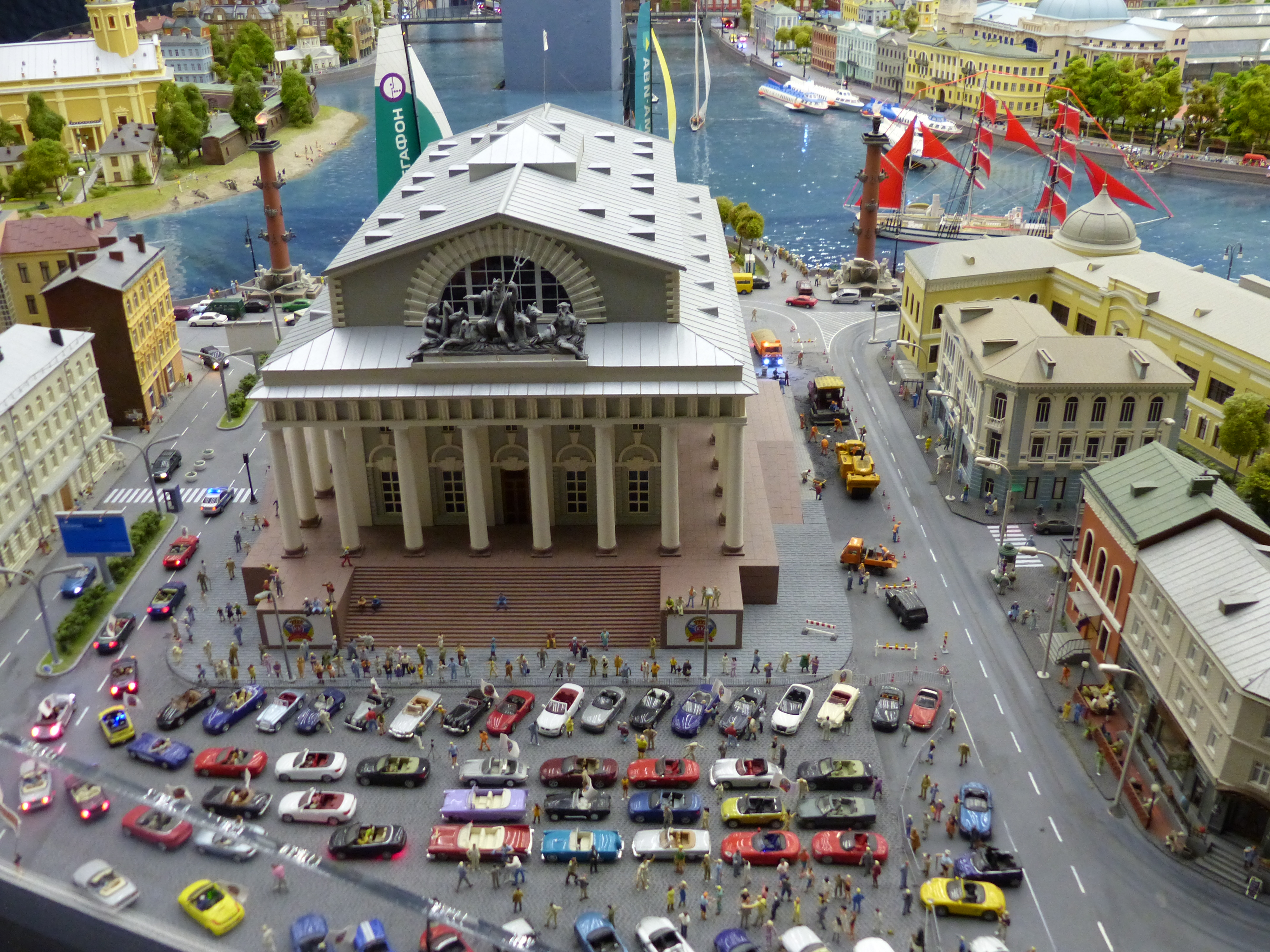
«Макет представляет художественное воплощение образа России»

На макете представлена модель повседневной российской действительности, реализованной через множество минисюжетов. Житейские ситуации демонстрируют различные виды человеческой деятельности: труд, отдых, спорт, учёба, военная служба, дачная жизнь, путешествия, массовые гуляния и даже попытка побега из мест лишения свободы. Наземный транспорт представлен легковыми и грузовыми автомобилями разных типов: трамваями, автобусами, железнодорожными поездами, образцами сельскохозяйственной, строительной и военной техники. У посетителей есть возможность самостоятельно запускать движение на макете благодаря интерактивным кнопкам, расположенным по периметру макета.
В 2016 году музей стал первым в России, вступившим в программу China Friendly: была разработана экскурсия на китайском языке, разработана китайская версия веб-сайта, и разрешено бесплатное фотографирование экспонатов.

## Технические решения

### Система «День/ночь»

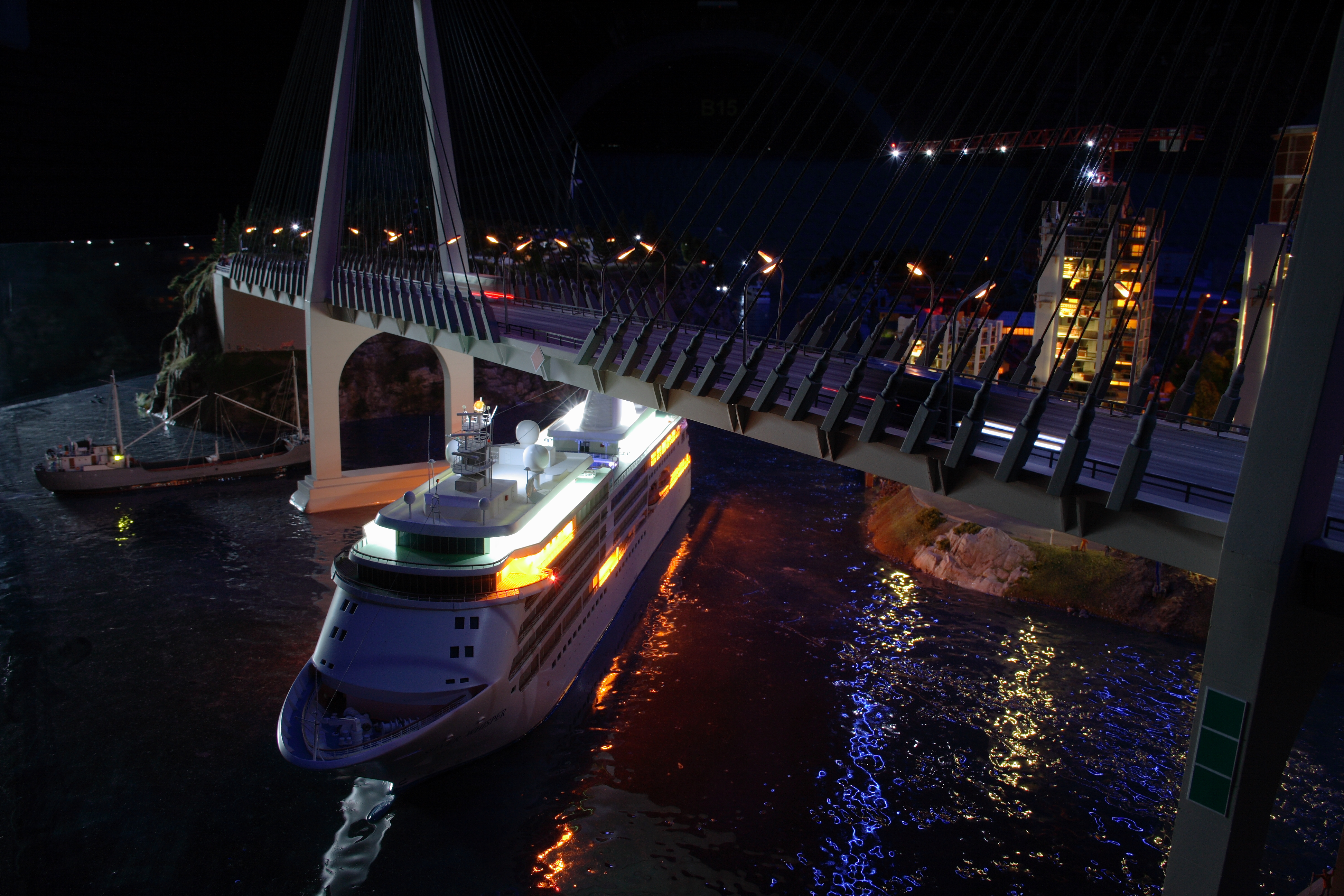
«Каждые 13 минут над макетом постепенно происходит смена дня и ночи»

Каждые 13 минут над макетом постепенно происходит смена дня и ночи. В качестве источников света впервые в мире было использовано более 800 000 мощных светодиодов разного цвета, которые позволяют равномерно осветить всё макетное пространство, не создавая теней.

### Движение автомобилей
Движение автомобилей максимально приближено к реальности: машины и автобусы останавливаются на светофорах и остановках, мигают сигнальными огнями, меняют скорость движения, идут на обгон. Электрическую энергию автомобили получают дистанционно из подмакетного пространства, поэтому не требуют источника питания. Такой способ движения автомобилей на макете разработан и применён впервые в мире.

### Железнодорожное движение

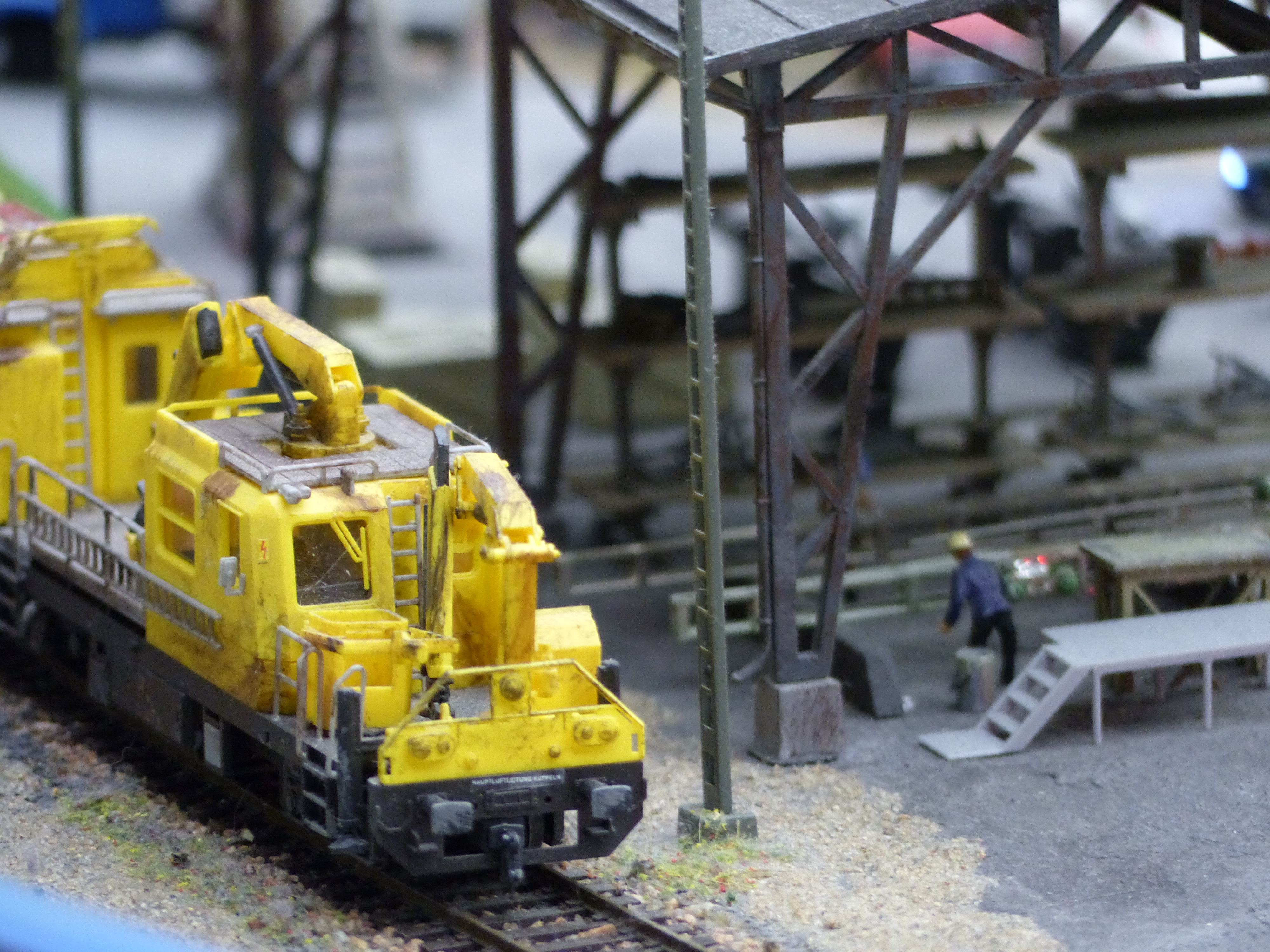
«Общее количество единиц подвижного состава — более 2700, из них 250 локомотивов»

Для оптимизации движения на макете на нескольких уровнях уложено более 2500 метров рельсов и установлено 452 стрелочных перевода. Общее количество единиц подвижного состава — более 2700, из них 250 локомотивов и 10 специальных чистящих поездов. Разнообразить движение помогают 2 револьверных обменника, служащих для хранения и смены 60 составов, а также 2 поворотных круга, которые позволяют развернуть локомотив на 180 градусов. Максимальный перепад высот — 1 метр, чтобы его преодолеть, составу необходимо проделать путь в 50 метров по спиральному подъёмнику.

## Ограбление
10 сентября 2012 года в 2 часа ночи в местное отделение полиции поступило сообщение об ограблении. Шестеро неизвестных в камуфляжной форме, среди которых было две женщины, проникли в музей, представившись сотрудниками правоохранительных служб. Затем они избили охранника, закрыли пятерых сотрудников музея, проводивших плановые работы, в подвале, и после этого проникли в кабинет директора, вынесли оттуда сейфы с деньгами и записями камер видеонаблюдения. Директор музея Сергей Морозов сказал, что потеря денег не страшна, так как это была выручка за два дня, его больше волнует судьба видеозаписей — на них запечатлены многие работы по созданию макета России.

## Россия на макете мира
В 2016 году специалисты музея «Гранд Макет Россия» на протяжении 7 месяцев создавали фрагмент, символизирующий Российскую Федерацию, для макета всего мира под названием «Ворота Гулливера», который открылся в Нью-Йорке (США) в апреле 2017 года. Задумка основателей такого масштабного проекта была в том, чтобы каждая из представленных стран сама создавала макет своего государства, после чего все фрагменты будут объединены в один большой макет.
Россия на макете мира представлена на 40 м² и изображена в зимнее время. Маленькие деревья покрывали искусственным инеем, а для искристого снега понадобилось 45 кг специальных кристаллов. «Зимняя красавица-Россия должна впечатлить весь мир», — был уверен автор проекта Сергей Морозов.

## Макет Обуховского завода
В 2018 году команда музея «Гранд Макет Россия» создала макет Обуховского завода. Это ретроспектива, представляющая облик завода, каким он был на рубеже XIX—XX веков. Специально для макета было построено здание нового музея, которое открыли 15 мая 2018 года. Это мероприятие было приурочено к 155-летию Обуховского завода.

## «Гранд Макет История»
Летом 2023 года Сергей Морозов анонсировал начало работ над новым проектом — «Гранд Макет История». На макете планируется изобразить историю развития цивилизации от древних времён до наших дней. Новый музей будет располагаться в Сочи. Открытие запланировано на лето 2025 года.

## Награды
- В 2013 году музей получил награду «Золотой Меркурий» в номинации «Успешный старт»[15].
- В 2013 году С. Б. Морозов стал победителем премии «Собака.ru ТОП 50. Самые знаменитые люди Петербурга» в номинации «Наука/Соцсфера»[16].
- В 2014 году музей «Гранд Макет Россия» вошёл в список 10 лучших музеев России по мнению пользователей туристического сайта Tripadvisor[17].
- В 2014 году С. Б. Морозов стал обладателем бизнес-премии «Шеф года» в номинации «Шеф-прорыв года».
- В 2014 году музей «Гранд Макет Россия» вошёл в ТОП-10 самых фотографируемых мест Петербурга[18].
- В 2015 году музей «Гранд Макет Россия» стал победителем Второго фестиваля-конкурса туристических видеопрезентаций «Диво России», заняв первое место в номинации «Историко-архитектурные, религиозные объекты и музеи»[19].
- В 2015 году музей «Гранд Макет Россия» получил Гран-при в конкурсе «Естественная ссылка-2015»[20].
- В 2016 году «Гранд Макет Россия» стал победителем конкурса на соискание награды Правительства Санкт-Петербурга — почетного знака «За качество товаров (продукции), работ и услуг» в номинации «Организации сферы услуг»[21].
- В 2021 году музей «Гранд Макет Россия» получил гран-при III международного маркетингового конкурса в сфере туризма «PROбренд» в номинации «брендинг туристского объекта».[источник не указан 491 день]
- В 2022 году музей «Гранд Макет Россия» включён в федеральный реестр «Всероссийская книга почёта» (на основании рекомендации органа исполнительной власти Санкт-Петербурга).[источник не указан 491 день]
- В 2023 году музей «Гранд Макет Россия» стал победителем премии Фонтанка. Ру в номинации «Сказочный Петербург».[источник не указан 491 день]

## Факты
- Гранд Макет является самым большим макетом России в мире[22].
- Перемещение модели поезда из Санкт-Петербурга на Дальний Восток занимает 18 минут.[источник не указан 491 день]
- Для создания эффекта объёмной травы применяется электромагнитное поле, которое позволяет добиться вертикального роста травинок.[источник не указан 491 день]
- Для постоянного сервисного и аварийного обслуживания на макете применено более 130 замаскированных люков, использование которых позволяет обеспечить доступ персонала к любой точке поверхности.[источник не указан 491 день]
- 5 марта 2015 года музей «Гранд Макет Россия» отметил 1000-й день непрерывной работы со дня открытия[23].